# Distretto di San Pedro (Ancash)
Il distretto di San Pedro è un distretto del Perù nella provincia di Ocros (regione di Ancash) con 1.477 abitanti al censimento 2007 dei quali 491 urbani e 986 rurali.
È stato istituito il 17 gennaio 1945.